# 金剛番長
『金剛番長』（こんごうばんちょう）は、鈴木央による日本の漫画作品。『週刊少年サンデー』（小学館）にて、2007年47号より2010年15号まで連載された。

## 作品概要
- 私立雷鳴高校に転校してきた巨漢・金剛晄が「23区計画」を粉砕すべく「番長」軍団と戦う痛快コミック。
- 近年では珍しい勧善懲悪の作品である事が注目され、連載開始直後からカラーや募集企画などが行われた。話数カウントは「○撃目!!」。
- 前作『ブリザードアクセル』連載時は、サンデー公式HP内の「まんが家バックステージ」を連載開始時しか更新していなかったが、本作では制作の裏話やキャラクターデザインなどを毎週更新していてバラエティに富んだ内容となっている。
  - 尚、「バックステージ」で掲載された書き下ろしイラストは単行本12巻に掲載された。
- 開始前は作者の本領とも言われるファンタジー路線が候補に上がっていたが、打ち合わせ中に不良や番長ネタに話が脱線して行き、そのまま番長ネタに決定したと言う[1]。
- 『週刊少年サンデー』2008年39号に掲載された41撃目は、当初予定されていた展開の一部が執筆当時に発売された『週刊少年チャンピオン』の『元祖!浦安鉄筋家族』と被ってしまった為、急遽、一部の展開を描き直して掲載された。なお、この時お蔵入りとなった展開は単行本5巻に解説付きで「幻の41撃目」として収録された。
- 単行本12巻では本誌未掲載の108撃目「野獣達の狂想曲」が掲載された。この為、連載時は108撃目だった「終末への序曲」は109撃目となり、それ以降の話も話数カウントが1回ずつずれている。

## 登場人物

### 主要人物
金剛番長（こんごうばんちょう） / 金剛 晄（こんごう あきら）
本作の主人公。東京都千代田区私立雷鳴高等学校の転入生。
もともとは23区計画の番長ではなかったが、居合番長を倒したことで彼の「番長」としての権限が移行され、本人も「金剛番長」を名乗るようになった。あくまでも部外者である為、刺青はない。
鋼の如き鍛え抜かれた肉体は筋肉の膨張によって鋼鉄以上の硬度を持ち、髪型は針のように尖った3本角のオールバックで、長ランを着用している。そして厳つい外見とは裏腹に、優しい心を持つ。
転校初日、悪矢七の権力に屈さず一蹴したことでクラスメイトから「番長」（23区計画とは関係なく本来の意味での呼称）として尊敬を集めた。
プリンが大好物。非常に博識だが、折り畳み式携帯電話が使えなかったり、メールを知らないなどアナログな面もある。
「スジを通すこと」に強いこだわりを持ち、絵を破られた月美の為に暴力団「小学組」の事務所に乱入して月美に侘びを入れさせたり、卑怯な行為を重ねて自分を追い詰めた卑怯番長も素性を知った事で許している。
正式な番長でないにも拘らず、他の番長達をまるで寄せ付けない圧倒的な強さを誇り、鉄骨や真剣、果てはミサイルの直撃すらも効かず、負傷も少し時間が経てば完治するという異常な回復力も備え、更には拳骨の威力はミサイルをも超える。右足が沈む前に左足を前に出すことを繰り返すことで水上を走る事も可能。
1年前、父と兄・猛によって23区計画に参加する「番長」として選ばれたが拒否した為、猛に始末される。生き延びた彼は父と兄の野望を打ち砕く為に23人の番長を全て倒して23区計画を潰そうとしていた。文京区のマシン番長との交戦で殺害されたかに思われたが、脅威の生命力と彼を慕う人々の想いが届き、「心臓が止まる事と死ぬ事とは別」と言う超理論により復活を遂げる。
兄・猛との戦いに勝利し地球崩壊の危機を防ぐため打舞流叛魔（ダブルハンマー）を地球の核に打ち込み、生死不明となったがその5年後、優と遥の結婚式の日に戻って来た。
決め台詞は「知ったことか!」。
桜 陽菜子（さくら ひなこ）
雷鳴高校2年生。金髪のツーサイドアップ。
典型的な今時の女子高生で、「フツーじゃない写メ」を集めるのが趣味。「フツーじゃない写メコレクション」の1000枚目を探していたところ、金剛と偶然出会う。外国にいる両親の代わりに妹の月美の面倒を見ている。
当初、金剛から「23区計画」のことを聞かされた際は全く信じようとせず、彼を「電波なヤツ」とすら称していたが、次第に金剛に好意を持ち始めている節があり、マシン番長の舎弟・プロトポーンが病院に訪れた時は身を挺して金剛を守ろうとした。連載時の第1話では「1年の…」となっているが、第2話からはII-Aに在籍している。単行本の収録時には、2年生として修正された。
消息不明となった金剛に食べさせるつもりでプリンを作っている内に店を出せるほど上達し、プリンの専門店「金剛工房」を始めた。
桜 月美（さくら つきみ）
陽菜子の妹。ほんわか保育園の園児。迷子になってべそをかいていたところを金剛と出会って仲良くなる。ヤクザに「宿題のお絵かき」を破かれたことがきっかけで、金剛や陽菜子と一緒に暴力団の事務所へ押しかけた。暴力団への押し入りや、金剛やさらに大きな体躯の貝裏鬼を見ても全く怯えることが無いなど肝が据わっている。金剛のために手作りのプリンをプレゼントしたことがある。
マシン番長の生みの親であるDr.月菜に容姿が似ており、マシン番長の回路にノイズが発生した原因としてプロトポーンに誘拐される。マシン番長は月美を殺害する命令を受けていたがそれを拒否、鍵宮に見つからない場所に匿い、「何かあったら自分を呼べ」とブザーのようなものを渡した。
その優しさでマシン番長にノイズ＝感情を生み出させ、渡されたこのブザーは後に幾度と無く月美の（そして金剛番長たちの）危機を救うこととなる。
居合番長（いあいばんちょう）/ 桐雨 刀也（きりう とうや）
絢爛高校2年生。統括区は千代田区。刺青は不死鳥に刀。決め台詞は「辞世の句を詠むがいい」。
その名の通り、抜刀術の達人。和服姿の上に学ランを襟だけ止めてインバネスコートのように羽織り、授業の時でも常に日本刀を帯剣している。一見すると女性と間違うような美青年であり、日本文化を尊んでいるが、廃刀令は知らないらしい。別名「歩く銃刀法違反」。
決め技を出す際には和歌を詠み、生け花の腕前も立つ。女子生徒のミニスカートや服が破れた剛力番長に赤面したり、正体が発覚した道化番長の姿に鼻血を吹くなど、かなり純情な性格。
現代日本人に失望しており、国の崩壊を恐れている。「23区計画」で勝ち残り、そんな日本を蘇らせようと目論んでいた。
口だけでなく行動力のある金剛番長の刃になると決意し、暗契五連槍との戦いで助太刀に現れる。その後、金剛番長と同じ雷鳴高校に編入する。しかし、その決意は念仏番長や剛力番長のような友情や仲間意識ではなく、金剛番長への忠誠心に基づくものであり、二人と意見が対立することもあった。
舎弟は剣術とも日本文化とも関係ない、野球好きの唐鰤のみ。部下の人材難に悩まされているようで、暗契五連槍の舎弟たちを見て「羨ましい」と洩らしたり、単行本おまけでは人材派遣会社に電話したりしていた。
かつての兄弟子である憲兵番長と再会。王狼番長と共闘し憲兵番長に挑むが敗北し、死んだかと思われていたが実は卑怯番長の知らせを受けた道化番長姉妹によって助けられており、一時期匿われていた。しかしその場所を突き止めた憲兵番長によって道化番長姉妹を人質に取られてしまい、改造番長によって洗脳されてしまう。その後は卑怯番長との一騎討ちで洗脳器具を破壊された。
バンカラタワーへ向かう23区番長たちを追う憲兵番長を止めるため一人残り激闘を繰り広げ、憲兵番長と袂を別つこととなった原因でもある、師に伝授された奥義をもって見事撃破した。
一時的に匿われていた事が縁で道化番長夜子と仲良くなり、5年後には道場兼料亭で一緒に暮らすまでになっていた。夜子と結婚しているかは不明。
実は13年前に卑怯番長と念仏番長に会っており、念仏番長とその取り巻き2人に絡まれていたところを卑怯番長に助けてもらっている。
作者の妻が一番好きなキャラクター。
念仏番長（ねんぶつばんちょう） / 来音寺 萬尊（らいおんじ まんそん）
荒寺高校2年生。統括区は墨田区。刺青は不死鳥に数珠。決め台詞は「あの世は年中無休なり」。
日本人の汚れた心を自らの念仏をもって掌握し、日本を自分を唯一絶対の存在とする一大宗教国に生まれ変わらせることが目的。
「仏の力」と称して、座ったままの移動や空中浮遊、手を触れずに敵を攻撃するといったことができる。その実体は、肺に大量に溜め込んだ空気を、異常発達した横隔膜の力によって圧縮し、それを一気に放出することで生じる爆発的な反動を利用したものである。着ている長ランは喝撃を放つ際に大きく膨れる腹を隠すためのもの。事情を知らなければ不可視であるその能力と、催眠術を使って荒寺高校の生徒達を一夜のうちに自分の配下とした。基本的に戦闘方法は空気の放出のみで、空気を溜めている間や顔の向き以外には攻撃できないため、接近戦は軽い平手程度で金剛番長に翻弄され、偽装番長にも有効な攻撃手段が無い事を指摘されている。
当初は役立たずはいらないという考えの非情な男だったが、金剛番長に敗北した後は性格が丸くなり、次第にギャグキャラ化が進んでいる。
金にがめつく、アニメ好きだったりAVを見たりと、俗な一面を持つ。
「念仏くんストラップ」「念仏くんお守り」といったセミナー用のグッズを作っていたが、金剛番長に「仏の力」の正体を暴かれた上に敗れたことで配下の生徒たちも失ってしまい、高額な代金を請求されるはめとなる。敗北後は金剛番長を「真の仏」だと信じ、後に暗契五連槍との戦いで助太刀に現れ、金剛番長と同じ雷鳴高校に編入する。
仏門に身を置く者として坊主頭にしているが、「毛発」を使えば一瞬で毛は生えてくる。
5年後にはなぜか漫画家を目指しているが、ことごとくボツを喰らっている。また、仲間たちのコネにより色々な費用がタダになっている。
作者曰く、寺の中に池があることやそこでピラニアが飼われていることについては「念仏番長の個人的趣味でしょう」とのこと。
剛力番長（ごうりきばんちょう） / 白雪宮 拳（しらゆきのみや こぶし）
聖ヴェロニカ学園2年生。統括区は港区。刺青は不死鳥に拳骨。決め台詞は「ごきげんよう」。
巨大な2つの鉄球棍「しおチャンコ・みそチャンコ」を操り、正義の実行をするときは学ランを羽織る。性格はお淑やか、かつ、フリーダム。好物はチャンコと豚足。
一見すると普通の少女となんら変わらないが、生まれつきの「ヒュペリオン体質」の持ち主であるために、小柄で細身の体からは想像もつかないほどの重機をも凌ぐ筋力を持ち、体の頑丈さは、金剛番長の打舞流叛魔（ダブルハンマー）を受けてもほぼ無傷だったり、鉄塊をも貫くグレギオン合金製の針山に落とされても逆に針の方をへし折ってしまうほど。また、牛一頭を丸ごと使用したチャンコを間食で平らげるほどの大食漢でもある。
正義感がとても強いが、巻き込まれる側への配慮が欠けており、"正義の行い"と称して様々な怪事件を引き起こしてしまった。金剛番長との戦いを経て自分の行為が貝裏鬼や大勢の人々らを危険に晒していた事に気付き、反省したようである。
その後、自分自身に力の使い方を諭した金剛番長を助太刀するため暗契五連槍との戦いに現れ、金剛番長と同じ雷鳴高校に編入する。
噛噛番長との戦いで鉄球棍を破壊されたため、白雪宮財団の手で巨大なメイスのような武器を新調してもらった。釣り竿や呼ばれると飛んで来る機能が組み込まれている。名前は「土手鍋」。破壊番長との戦いで破壊されたため、また鉄球棍を使っている。
5年後には獄牢の計らいでアイドルになっており、そあらとの共演が既に決まっている。
卑怯番長（ひきょうばんちょう）/秋山 優（あきやま ゆう）
統括区は板橋区。刺青は不死鳥に怪しげににやけた顔。決め台詞は「正々堂々卑怯な手で勝負しようか」。
ありとあらゆる卑怯な手段を「正々堂々と」駆使して物事を運ぶ策士。
素顔は黒髪の美青年だが、番長として行動する際には赤いハンチング帽に腹が剥き出しになった短ラン、黒い覆面という怪盗のような格好になる。戦闘スタイルは「卑怯」ではあるが、素手であっても卑怯なほどに強い。
武器は普段は短ランの下に巻いている、チタンスパイクが仕込まれた特殊ワイヤー製の太く長い拷問鞭。他に様々な武器、道具、改造した乗り物などを使用する。さらに左手は義手で、その中に戦車をも破壊するグレネードランチャーが仕込まれている。
「はろばろの家」という孤児院育ちで、血の繋がりの無い13人の弟妹がいる。施設の運営職員が国からの補助金を踏み倒したり施設を借金の抵当にしていたので、彼らの親代わりになって世話をしている。彼らを養う費用を稼ぐ為、窃盗・詐欺・恐喝・名誉毀損・闇討ち等の卑怯な行為を働いていた。
弱気な青年「華沢」を装い、白薔薇番長とその舎弟をそそのかして自ら手を下すことなく北区を乗っ取った。その後、金剛番長を数々の卑怯な手段を用いて追い込み倒そうとするが敗北。しかし許された為に、以後は弟妹のためにも罪を犯さずに生きる事を誓う。
その後、暗契五連槍との戦いで金剛番長の助太刀に現れる。暗契五連槍が雷鳴校を襲撃する情報を密かに入手し、他の3人の番長に流した様子が見て取れる。本人曰く、助太刀は「他の番長を金剛に倒してもらい、最後に自分が金剛を倒して23区計画の勝者になるプラン」とのこと(実際にはその後金剛を狙う描写は無かった)。その後、金剛番長と同じ雷鳴高校に編入した。発言からして、恐らく理事長を脅して編入したと思われる。その後酒屋で店員をしており、仕事で出会ったサソリ番長に好意を抱かれているが、本人は少々悩んでいる様子。しかし、満身創痍ながらドリル番長に相打ち覚悟で捨て身の罠を仕掛けた際に叱咤され、以後その心境には何らかの変化が生じている。
連載開始前は「ミイラ番長」という原型があったようだが、そのミイラ番長は後に独占番長として登場している。
実は13年前に居合番長と念仏番長に会っており、念仏番長たちに絡まれていた居合番長を助けている。
作者曰く、その外見は昔の漫画（桑田次郎）や冒険少年小説（怪人二十面相）に出てくる怪盗のイメージで作ったらしい。業界関係者のみならず、読者間でも人気は高い。
5年後には刑事になっており、遥と結婚した。
サソリ番長 / 児玉 遥（こだま はるか）
元・関東レディース大連合烈怒崇擬妃悪（レッドスコルピオ）2代目総長。都立赤針高校3年生。統括区は江戸川区。刺青は不死鳥にサソリ。
経穴や経絡を刺激し、相手の運動能力を麻痺させたり脳の働きを鈍らせることで戦闘不能にする武術、蝎殺道（かっさつどう）の使い手。金剛番長と殴り合えるなど、番長の中でも屈指の実力者である。
磊の母親だと思われていたが、本当は姉のように慕っていた今は亡き初代総長の月島愛子から磊を預かって母親代わりを務めていた。愛子と磊を捨てた父親を恨んでおり、金剛番長が磊の父親だと勘違いして対決するが、敗北。その後、真実を知って和解する。磊の父親である金剛猛について何か情報が入ればお互いに連絡を取ることを約束して去っていった。その後、暗黒生徒会の活動開始に伴って再び登場し、噛噛番長との激闘を経て金剛番長達に合流する。よく米を配達に来ていた秋山に卑怯番長と知らず恋心を抱いている模様で、5年後には彼と結婚式を挙げた。
全身の骨には愛子の隣で戦っていたレディース時代より、大量のボルトが埋め込まれており、ドリル番長のドリルを受け止める程の強度を誇る。
マシン番長/AT-KM-100
統括区は文京区。刺青は不死鳥に電流（本誌では当初不死鳥に歯車のデザインだった）。
見た目は眼鏡をかけた普通の青年だが、その名の通り機械の番長。いかなる状況でも命令を最優先し、その遂行の邪魔をするものは何であろうと排除する。日本を機械の下に統制し、人々を秩序ある世界へ導くことを使命としている。しかし、その実、マシン番長が勝利した際は後述の鍵宮の思想の下に事が進むため、代理戦争人と言う考えの方が正しい。
金剛の父と兄・猛にすら一目置かれ、猛に匹敵、あるいはそれ以上の力を持っているかもしれないと目されるほどの圧倒的実力者。頭部に銃弾を撃ち込まれたり金剛番長の必殺技を次々と受けても無傷な頑丈さを持ち、23区計画最強の番長と言っても過言ではない恐ろしい戦闘力を持つ。
始動初日にして大田区、世田谷区を攻略し、さらには渋谷区の射撃番長も無傷で瞬殺した。その後千代田区を訪れた際、偶然遭遇した月美に生みの親であるDr.月菜の面影を見、月菜だと勘違いする。その後、月美の願いを聞いて猫を土石流から守り、一度は打ち解けたに思われたが、その場に現れた金剛番長と交戦、月美に戦わないよう懇願されたにも関わらず、圧倒的な力の差で金剛番長を軽々と殺害してしまう。金剛番長の仇討ちに現れた居合、剛力、念仏、卑怯の四番長も容易く屠るが、金剛番長を殺害したことで月美に罵倒されて以降、思考回路に何らかのノイズが発生していた。ノイズの原因としてさらわれてきた月美によって、月菜から教えられるはずだった「命」の意味を教えられ、月美を月菜ではないと認識する。ノイズ排除のため月美を殺害するよう命じられたが、それを無視して月美を匿い、四番長を瀕死に留めた上で「死亡確認」と虚偽の報告をするなど、マシン番長の中で何らかの変化が生じた。
復活を果たした金剛番長との激闘では、荒欧零猛怒（アラクレモード）を発揮した金剛番長により戦闘が続行不可能なほどの損傷を負わされた。その後、真・マシン番長となったDr.鍵宮との対峙と月美の押した緊急スイッチに反応し、月美を守りたいという思いに目覚め、月美を救い出すため金剛番長と共闘することを決意する。鍵宮の攻撃が致命傷となり、月見の腕の中で涙（本人はオイルと発言）を流しながら機能を停止した。金剛番長や月美の手で保育園の砂場の奥深くに埋葬されたが、後に農林水産番長が緊急スイッチを押したことが引き金となり、自己修復機能により復活を果たす。月美の声に応えるかのように彼女のもとに現れ、農林水産・エコ・激突の3番長を瞬殺。月美と磊を救出し、23区番長達に合流した。
猛との戦いで再び損傷するが、改造番長に修理してもらった（ついでにテレビ機能等、色々と機能を追加されている）優と遥の結婚式では、ネクタイを結ぶ機能を改造番長に要望し、呆れられていた。
悪矢七 光（おやなな ひかる）
雷鳴高校2年生。雷鳴高校理事長の息子。金剛番長が転校してくるまでは親の権力を盾に好き放題やっていたが、金剛番長に一喝され改心。その後過去の自分と決別するため、無謀だと解っていながらかつての仲間の盾となって制吒迦と矜羯羅に立ち向かった。それにより重傷を負ったが、「スジを通した男」として金剛番長に認められ、金剛番長の仲間になった。
マシン番長により金剛番長や四番長が倒れた時には雷鳴高校の仲間を守るべく単独で立ち向かい、機転を利かしてプロトポーンを倒した。金剛番長の死を聞かされた時も泣き言を漏らすより先に「2代目金剛番長になる」と宣言し、マシン番長に挑む勇敢さと漢気を見せた。
5年後には爆熱番長の秘書になっているが、彼の相変わらずな爆熱ぶりには手を焼いている模様。
名前の元ネタは「親の七光り」。
児玉 磊（こだま らい）
金剛番長そっくりの保育園児。5歳。金剛番長とは違い、角は2本で頭頂部にある。イカの塩辛が好物。
烈怒崇擬妃悪初代総長・月島愛子と金剛番長の兄・猛の息子。両親や自身の出生についてほとんど知っておらず、遥のことを実の母親だと思い込んでいる。
年齢が近い為か、血縁上で叔父にあたる金剛番長を叔父とは呼ばずに、「兄ちゃん」と呼んでいる。
金剛番長と同じ打舞流叛魔（ダブルハンマー）を使う。保育園児ながら「舎弟」ともほぼ互角に戦えるほどの戦闘力を持つ。

### 23区計画参加番長とその関係者
唐鰤 三信（からぶり みつのぶ）
居合番長の舎弟。連載前に公開されたイラストの「ホームラン番長」が基になっている。舎弟では番長には敵わず、金剛番長に一撃で倒された。その後、舎弟はクビになったらしい。僕の考えた番長大募集!!の告知に再登場したが、募集の内容を勘違いしており、晄にぶっ飛ばされるというまたしても悲惨なことになった。
サッカーの話をしている人間が嫌いらしい。サッカーの話題をしていた人間達に八つ当たりをしていたが、そこに居合わせた児玉親子に蹴散らされた。ちなみに、改造トゲバットを使った「唐鰤バント」や「唐鰤フルスイング」という技がある。
名前の元ネタは「空振り三振」。作者によれば、初期設定では居合番長舎弟三人衆が登場するはずだったが、唐鰤の方が面白く、居合番長舎弟三人衆は面白みが欠けるという理由で唐鰤になったとのこと。ちなみに晄が母の墓参りに行くシーンで、「KARABURI,OUT」と刻まれた墓があるが関係性は不明。
制吒迦（せいたか）・矜羯羅（こんがら）
念仏番長の舎弟。制吒迦は天を突くほどの巨漢で、矜羯羅は細身な小柄。念仏番長とは幼稚園の頃からのつき合いであり、それゆえ信徒とは違って敗北後も彼のもとを去ることはなかった。
必殺技は矜羯羅が体をボールのように丸め、制吒迦がそれを相手に投げる「人弾跳梁鞭（じんだんちょうりんべん）」。数十トンもの破壊力を持ち（作者によれば嘘らしい）、その威力は分厚い鉄板を貫くほどである。だが金剛番長には片手で跳ね返され、二人まとめてに倒された。単行本でもう1つの技があると書かれており、技名は制吒迦による一方的体罰「反省暴（はんせいぼう）」。
モデルは制多迦童子と矜羯羅童子。
貝裏鬼 音児（かいりき おんじ）
剛力番長の舎弟。金剛番長をはるかに上回る巨体。金剛番長の力を試すため最初は剛力番長を名乗っていた。
外見に反して非常に礼儀正しく、剛力番長への忠誠心が強い。金剛番長の力を認めた後は剛力番長の暴走を止めてもらうために頭を下げて頼み込んだり、太平洋へと流出しかけた有害物質を身を挺して防ごうとした。王様番長による番長狩りが行われた際には、陽菜子と一緒に捕まり「ドデカ番長」の疑いをかけられて尋問され、陽菜子をかばってペナルティ・ルーラーを受け倒れた。
5年後にはアイドルとなった剛力番長のマネージャーとなっている。
名前の元ネタは「怪力」。
獄門番長（ごくもんばんちょう）/獄牢 正宗（ごくろう まさむね）
白雪宮家の執事。剛力番長が雷鳴高校に編入した際にともに学生として編入した。それ以降は学ランを着ている。実は金剛兄弟の父親の焔と同じく旧日本陸軍特殊部隊・八咫烏の出身であり、焔と同等の実力者である老兵の番長。焔と共に最後まで生き残るものの彼らの存在を危険視した軍により殺されかけ、剛力番長の祖父である白雪宮大佐に救われる。その恩義から白雪宮家に執事として仕える事となった。戦時中、生き別れた秋山千代という女性との間に子供がいたという噂があるが、真偽の程は定かではない。お茶目な一面もあり、悪矢七を特訓と称してからかった事も。
名前の元ネタは「ご苦労」及び「牢獄」か。作者の設定によると心の中では相当腹黒いことを考えているらしい。
白薔薇番長（しろばらばんちょう） / 宝塚 玻璃人（たからづか はりと）
北区を統括する番長。都立有須川高校の生徒。「美」に執着するナルシストであり、日本国家を美しい国へ変えようと目論んでいた。初登場話内にして、舎弟達にバラをばら撒かせる演出で華麗に登場。彼曰く「醜いもの」である晄を排除するべく決闘を挑むが、「道路に可燃ゴミ（バラ）を散らかした」ということで鉄拳制裁を喰らい、舎弟に裏切られ、統括区を乗っ取られるなど、かなり可哀想な人物。田舎の両親（「おっとう」と「おっかあ」）を人質にされ卑怯番長（秋山）に敗れる。明かされていないが、地方出身者と思われる。実家は薔薇農家。刺青は不死鳥にバラ。
秋山と晄の対決に乱入。復讐として幸太を人質に取ったが、晄の打舞流叛魔（ダブルハンマー）を受け敗れる。その後も北区にいたようだが、暗黒生徒会の襲撃に遭い倒された。
倒された後改造番長によって洗脳され、秋葉原で晄達一行を襲撃するが、卑怯番長に身代わりにされ居合番長に斬りつけられてしまう。
道化番長（どうけばんちょう）
荒川区の番長。暗契五連槍の1人。私立夢見ヶ丘高校の生徒。奇術や手品を駆使する。「人生真面目に生きる奴はバカ」という考え方を持つ。生真面目な人間が死ぬほど嫌いであるため、居合番長（桐雨）を対戦相手に指名した。
仮面を2つ付けている道化師の姿をしていたが、実はそれは傀儡であり、その正体は朝子と夜子の美女2人組からなる番長であった。なおサンデー誌上で柱に掲載された際の2人の名前表記（「道化番長朝子」「道化番長夜子」）は「若乃花勝」や「貴乃花光司」と同じようなものとのこと。
世界的に有名な手品師の名門一族「創儡家（そうらいけ）」の4代目当主の双子の娘であり、幼い頃はマジックを観客に見せて楽しんでもらうことが大好きで、毎日マジックの練習に明け暮れていた。しかしある日、父親や周囲が見ていたのは「創儡家の跡継ぎ」という肩書だけで、自分たちの努力を評価する者など誰もいなかったことを知り、観客に喜んでもらうために必死に努力をするのが馬鹿らしくなったという。そのためかマジックに対する信念を持っていない。桐雨と戦い、一時は彼を翻弄したが、両目を潰した事で本領を発揮した彼の言葉でマジックへの信念を取り戻し、全力で打ち合った末に敗れた。
23区計画の番長達が次々と暗黒生徒会に倒されていく中、卑怯番長からの連絡により憲兵番長との戦いで負傷した居合番長を救出し、一時的に匿っていた。しかし居場所を突き止めた憲兵番長により朝子と夜子は人質に取られ、居合は改造番長に洗脳されてしまう。その後は追手となった居合から逃れ、晄達に合流し仲間となる。
読者投稿の番長で、正体を現す前の傀儡の姿はにそれによるものである。
創儡 朝子（そうらい あさこ）
道化番長の正体の1人であるグラマラスな金髪美女。気が強く、今時純情な居合番長を馬鹿にする様子が見られ、出るも引くも己の好きなように行動を取っている。刺青は不死鳥にシルクハット。5年後にはマジックバーの店主をしている。
創儡 夜子（そうらい よるこ）
道化番長の正体の1人である朝子同様グラマラスな黒髪美女で、朝子の双子の妹。朝子とは違って大人しい性格でありほとんど喋らないが、出るも引くも己の好きなように行動を取っている点は同様。刺青のデザインは朝子と同じ。5年後には刀也と恋仲になり、道場兼料亭で一緒に暮らしている。
粘着番長（ねんちゃくばんちょう） / 春日 空（かすが そら）
台東区の番長。暗契五連槍の1人。私立泥論高校の生徒。全身ベトベトの粘液で覆われた太めの番長。粘液の粘着力は天井に張り付くことができる程。口癖は「～ドロ」「～デロ」。何でも粘り強くやる努力家。彼の考える理想国家は、戦争などによる飢饉が起こった際、虫でも食って生き延びるような粘り強さを全国民が持つこと。毒があるトビズオオムカデを痺れながらも平気で食べている。
粘り強さという物を教えるため、念仏番長（来音寺）を対戦相手に指名。皮脂の鎧を剥がされた後、来音寺に粘り強さの勝負を挑むが、ことごとく引き分けに終わり、最後は罵倒口龍なる悪口の言い合いによる勝負を持ちかける。来音寺の罵倒をものともせず追い詰めたが、最後の最後でしょうもない罵倒に何故かブチ切れてしまい、境界線を越えて殴り倒された。
体中が脂肪分による粘着液で覆われているが、その中身は意外にも小柄で中性的な顔立ちの美少年。しかし当然ながら性格や口調は全く変わらない。神闘郷崩落時、運動不足なのか、粘り強さを説く割に持久力は乏しい姿を見せた。
晄との戦いで番長全員を道連れにしようとした爆熱番長を「一度は（崩落時に）あんたに救われた命」と許し、来音寺にも親しげに話しかけており（この際「また2人で罵倒口龍をやろう」と笑顔で来音寺に持ちかけるが当然拒否された）、しつこく責める事もないすっきりと水に流す寛容さを見せている。
その後、台東区で暗黒生徒会メンバーの襲撃を受け倒されるが復帰し、他の23区番長と共に（一部除く）金剛番長へ協力する。
カブキ番長 / 鏑木 晴矢（かぶらぎ はるや）
葛飾区の番長。暗契五連槍の1人。私立英乱高校の3年生。17歳。刺青は不死鳥に扇子。
隈取を塗ったいかにも歌舞伎役者風の番長。語尾に「～カブ」を付けて話す。カブラギコーポレーションという大手機械メーカーの社長の息子で、その会社製の戦闘アームを収納した千両箱を背負っている。趣味は歌舞伎演劇を見ること（「助六」がお気に入り）とアイドル（「マーキング娘。」）の曲を聞くこと。好物はみたらし団子とほうじ茶。
卑怯者が許せないという性格のため、卑怯番長（秋山）を対戦相手に指名。晄達との戦いでは初戦で卑怯番長と戦うが、試合前に茶屋の店員に成りすましていた卑怯番長の下剤入りみたらし団子を食べていたため、試合途中でトイレに直行してリタイアとなった。
その後、秋山のやり方に怒り、卑怯者が許せないと語っていながら神闘郷を崩落させ、エレベーターのケーブルも切断して、番長達全員を潰し統括区を全て乗っ取ろうとする暴挙に走るが、晄と爆熱番長の決死の手段により全員に脱出される。しかし本人は番長全員を始末できたと思いこみ、通りがかりのタクシーに乗って葛飾区のカブラギコーポレーションに帰ろうとするが、タクシーの運転手は秋山であり、睡眠薬入りのほうじ茶を飲まされ、午前6時5分の富士樹海近郊のゴミ捨て場にて撃破された（凄惨な姿であり、顔にはモザイクがかかっていた）。そしてその後カブキ番長の姿を見た者はいないらしい（恐怖のあまりか、家に篭り布団を被って震えていた）。
読者の投稿による番長である。
監獄番長（かんごくばんちょう） / 小森 静（こもり しずか）
足立区の番長。暗契五連槍の1人。都立印銅鑼高校の生徒。言葉は丁寧。鉄檻を模した仮面を着けている。自らを鉄箱（ポータブル監獄）の中に押し込め、自分を見つめ直す時間が好き。単行本によれば私服は横縞模様の長袖Tシャツ。刺青は不死鳥に檻。
暗契五連槍のなかで最も大きく、鉄箱も遥かに超える巨体だが、古代インドでヨガ行者によって伝えられた闘技法「サハスラーラ・ムドラー」の使い手であるために、その巨躯を箱に納めたり、その中に入った状態でも身軽な動きが可能。住宅事情に苦しむ日本を憂えており、自分が日本を統括した暁には、自分が入っているような箱を「ポータブル住宅」として全国民に与えるつもりだという。また、そのような日本において大豪邸に住んでいる剛力番長（拳）を不快に思い、彼女を対戦相手に指名。2回戦で戦ったが、拳の頑丈さと破天荒な攻撃に振り回される。途中でステージが崩れ出し逃げようとしたが、箱が瓦礫に引っ掛かって抜けなくなってしまい、他の番長に助けを求めたが、道化番長と粘着番長に見捨てられる。助けにやって来た拳のディバイン・ハンド（神の張り手）で助けられはしたものの、箱ごと強烈な攻撃を喰らって気絶し敗北した。
暗契五連槍の中では一番舎弟数が多い。彼の舎弟は監獄ではなくフタのない普通の箱に入っている。
暗契五連槍編の最後で「ぜひ舎弟にして下さい」と拳に申し出ていた。
その後、足立区で暗黒生徒会のメンバーである噛噛番長の襲撃を受け、ポータブル監獄をバラバラにされた上で倒されるが復帰し、他の23区番長と共に（一部除く）金剛番長へ協力する。
爆熱番長（ばくねつばんちょう）/炎屋 燎原（ほむらや　りょうげん）
江東区の番長。暗契五連槍の1人。燃え盛る炎のような髪型をした、晄に匹敵する体格の番長で、火薬を仕込んだ両手の手甲によって爆発や炎を起こす。刺青は不死鳥に火の玉。都立黒点高校の生徒。
暗契五連槍のリーダー的存在であり、「熱くねェ漢は死んでよし!」という考え方の持ち主。「23区計画」を勝ち抜いて、日本にアツい魂を注ぎ込む事が目的。五連槍を「アツきエリート」と認め、敵である晄や桐雨、その他の番長も「アツい奴」と賞賛している。しかしアツさにこだわるあまり、「アツくない弱者は生きる価値なし」という過激な思想も持っており、自分の基準でアツくない者に対しては無関係な一般人であろうと攻撃するなど、歪んでいる。
カブキ番長（鏑木）による神闘郷崩落時に諦めたら熱くないと自分を犠牲に他の番長達を助け、自身は生き埋めとなった。が、その後即座に自力で地上まで飛び出し、更にミサイルの直撃を受けても全くの無傷という桁外れの耐久力を持ち、飛来するミサイルを掴んで棍棒のように扱うなど、超人だらけの番長達をしてなお、「化け物のごとき強さ」と言わしめる程の漢だったが、晄の前には赤子扱いだった（とはいえ打舞流叛魔（ダブルハンマー）や歪劉怒斗零羅（ワイルドトレーラー）を喰らって一歩も引かずに持ち堪えるなど、相当な実力である）。晄の圧倒的なプレッシャーに恐怖し、無意識のうちに後退してしまったことで、自身を「アツくない」生きる価値のない者と判断し、爆弾を飲んでせめて23区計画遂行のために晄を道連れに自決を図るも、それすらも防がれ完敗した。戦闘後は晄の器の大きさを知り、自爆に関して巻き込みかけた番長達に謝罪し和解する。
その後、普通に暮らしていたが暗黒生徒会のメンバーである憲兵番長の突然の襲撃を受け、重傷を負う。晄の高校に現れ、自分を襲った番長の事を教えた後、晄の腕の中で一度は力尽きるが無事に復帰し、他の23区番長と共に（一部除く）番長連合へ協力する。
5年後には悪矢七を秘書に国会議員になっているが、相変わらずの爆熱ぶりの様子。
読者の投稿による番長で、投稿時の名前は「ファイヤー番長」だった。
苑上三兄弟（えんじょうさんきょうだい） / 長男：浩一（こういち）、次男：浩二（こうじ）、三男：浩三（こうぞう）
爆熱番長の舎弟。その名の通り3人の兄弟で構成されており、防火服に身を包み、火炎瓶や火炎放射器を使って戦う、可燃物、爆発物のスペシャリスト。無数の火炎瓶を投げつけるアクロバティック・ファイアや特殊なブレンドをしたガソリンの玉を投げつけるイグニション・ソース、上空からの火炎放射を行うバーン・デッドと言った技を使ったが、晄の手によって3人まとめて一瞬で敗れる。爆熱番長と同じく都立黒点高校に籍を置く。
棘門番長（きょくもんばんちょう）/張山 ざくろ（はりやま　ざくろ）
大田区の番長。全身にトゲを生やした大柄な番長。武器は全身のトゲで、戦闘スタイルはプロレス。都立毬栗高校の生徒。
全身に生えたトゲのせいか、他者から距離を置いて接される事が多かったロンリーガイで、寂しさの反動からトゲトゲしくも強い態度で接される事を好む。その一方で、愛しいものを自らのトゲで思い切り刺したいという願望も併せ持っている。好きなものはトゲトゲしい態度で接される事で、逆にとがっていないものを嫌う。
人と適度な距離感を保てる国家を目指していたが、マシン番長によって恐竜番長共々倒される。恐竜番長とチームを組んでいたのかどうかは不明。
後に他の23区番長と共に（一部除く）、番長連合へ協力する。
読者投稿による番長で、投稿時の名前は「トゲ番長」だった。
恐竜番長（きょうりゅうばんちょう）/古代 荒士（こだい　あらし）
世田谷区を統括する、ティラノサウルスのかぶり物をした大柄な番長。武器は両手に装備したテリジノ・クローで、戦闘スタイルはラグビー。都立畔夏亜（パンゲア）高校の生徒。
幼き頃から恐竜マニアである両親に「お前は絶滅した恐竜の生き残り」だと吹き込まれ続けていたために、自分をティラノサウルスだと妄信している。だが、本人は生粋の菜食主義者。好きなものは野菜全般と化石掘りで、嫌いなものは寒い所。
恐竜絶滅の原因である寒冷化を防ぐために地球温暖化を目指していたが、マシン番長によって棘門番長共々倒される。棘門番長とチームを組んでいたのかどうかは不明。
後に他の23区番長と共に（一部除く）、番長連合へ協力する。
読者投稿による番長で、当初送られてきたイラストではブラキオサウルスのような竜脚類がモチーフにされていたようだが、作者の趣味でアロサウルスのような獣脚類にアレンジされている。
射撃番長（しゃげきばんちょう）/達谷 庵我（だるたに　あんが）
「銃も正しく用いれば最高の護身の道具」として安全な銃社会を築くという理想を掲げる、渋谷区を統括するガンマン風の番長。武器は2丁のリボルバー。刺青は不死鳥に銃。都立照星高校の生徒。
晄に倒されていった、思想や独善、偏見から意に沿わない者や弱者を排除していく番長と違い、当初から弱者を守ることを旨とする正義感を持っていた番長だった。しかし、舎弟諸ともマシン番長の前に敗れる。
その後、渋谷区で暗黒生徒会の襲撃を受け倒されたが復帰し、他の23区番長と共に（一部除く）番長連合へ協力する。連載開始前は狙撃番長と呼ばれ、デザインも今とはだいぶ違った。名前の元ネタは三銃士に登場する若者ダルタニャン。
三銃者
射撃番長の舎弟。三銃士がモチーフとなっており、メンバーの名前も射撃番長の本名と同様で三銃士に登場する3人のメンバーから取られている。
掘戸 杉造（ぽると すぎぞう）
名前はポルトスから。アゴ髭の生えた大男で、武器はショットガン。
射撃番長と共にヤクザに絡まれていた一般人を助けた直後、乱入してきたマシン番長に最初に倒された。
荒弥 進（あらみ すすむ）
名前はアラミスから。眼鏡に三つ編みといった風貌の優男で、武器は自動拳銃。
マシン番長によって1撃目で腕を折られ、続く2撃目で倒された。
后 昴（あと すばる）
名前はアトスから。武器は狙撃銃で、高所での見張り兼狙撃担当。
マシン番長を狙撃するも初弾を外し、次の照準を合わせているところにマシン番長のライトニング・フィストを喰らい、撃破された。
プロトポーン
マシン番長の舎弟。その外見やカタカナで表現される台詞など、マシン番長とは違い明らかに機械という印象である。しかしマシン番長よりも人間らしい思考や言動をしている。量産型らしく、本拠地のラボにも多数配置されており、ほとんどの場合が鍵宮の命令によって動いている。単純な腕力なら常人以上であるものの、何の能力も無い雷鳴高校の男子生徒が数人集まった程度で倒されてしまうなど他の舎弟に比べて戦闘力は低く、個々の実力よりも物量で勝負する傾向が強い。
真・マシン番長/鍵宮 考一郎（かぎみや こういちろう）
マシン番長の本拠地である大学のラボの主。Dr.鍵宮と呼ばれている。
研究者達からは変人（マッドサイエンティスト）扱いされており、見返そうと月菜と共にマシン番長を作り出した。しかしマシン番長を徹底して兵器としてしか見ていないため、それを否定する月菜とも徐々にすれ違っていった。自分を認めない社会を「クズ」とし、マシンに統制され自分と月菜の命令のみを唯一絶対の法とする社会を作り出すため、マシン番長を23区計画に参戦させる。髪の長さと無精髭が伸びていることを除けば、マシン番長に似た容姿をしている（というより、彼に似せてマシン番長を作った）。
月美と出会ったことでマシン番長が徐々に自我を持ち始めたことに苛立ちを感じていた中、月美を始末する命令に従わなかった上、倒したはずの晄に敗北したことで逆上する。マシン番長を失敗作と称し、晄共々抹殺して自らが「真・マシン番長」となり23区計画に勝利するべく、大学の校舎を改造した巨大ロボット（プロトポーンに角が生えたような姿）で雷鳴高校を襲撃した。マシン番長を銃撃で破壊し、晄をロボットの腕で握りつぶそうとするも、再度荒欧零猛怒（アラクレモード）を発揮した晄にロボットを一撃で破壊され、残っていたプロトポーン共々獄牢に倒される。その後はテロの首謀者として警察に逮捕された。
自分を認めない者、言う事を聞かない者に対しすぐ癇癪を起こし、マシン番長の敗北時も勢いで破壊しようとしたり、上記の社会に対する態度を見る限り、頭脳に反して性格自体はかなり短慮で傲慢である。月菜に対して特別な感情を抱いていたのか、マシン番長に関わる姿に人間より機械が良いなんて異常だと詰め寄り、彼女の死を語る際は黄昏た姿を見せている。
月菜（つきな）
鍵宮と共にマシン番長を作り出した女性。Dr.月菜と呼ばれている。容姿が月美と非常に似ているが、血縁関係はない。故人であり、マシン番長が23区計画に参戦する1ヶ月前に死亡している（死因は不明）。
マシン番長を兵器として扱うことを否定し、マシン番長が機械ではなく1人の「人間」になれるよう教育していたが、そのために鍵宮との間に溝が生まれ、すれ違っていった。マシン番長に「命」の意味を教える約束をしていたが、約束を果たすことなく死を遂げる。
独占番長（どくせんばんちょう）/巻島 美希男（まきしま　みきお）
中野区を統治する番長。ミイラのように全身に包帯を巻き、胸部には「独占禁止法反対」と書かれている姿の番長。武器は炭素繊維製包帯で、戦闘スタイルは新体操。刺青は不死鳥に禁止マーク（マルとバツのマークが合わさった物）。都立包豪高校の生徒。
愛するものをとことん独占するために23区計画に参加した。独占への意識が高すぎるためか、言葉も「独占禁止法反対」としか喋らない（横に「訳：俺は独占番長～」のように通訳が書かれている）。そあらのデビュー当時から大ファンだったらしい。そあらのコンサートに乱入して彼女を独占しようとしたが、逆に返り討ちに遭い敗北した。元々は卑怯番長の原型で、連載開始前はミイラ番長と呼ばれていた。意外に耐久性がある。
王狼番長（おうろうばんちょう）/志牙 恭也（しが　きょうや）
新宿区を統括する大柄な番長で、顔には切り傷が入っている。番長集団「ウルフファング」の1人にしてリーダー。指に指輪をつけている。仲間からの信頼の厚さは金剛番長と双璧をなすほど。まとうオーラも相当なもので、十字架番長や彼の操るソーン・ボアが怯えてしまうほどのオーラを放つ。武器はシルバーアクセで、戦闘スタイルはケンカ。刺青は不死鳥にオオカミの横顔。私立夜桜高校の生徒。好きなものは夜と歓楽街、そしてウルフファングの仲間。逆に裏切りを嫌う。
他のメンバーが憲兵番長によって瞬断されてしまったため、怒りをあらわにし居合番長との共闘を図る。憲兵相手に善戦したが、スキをつかれて川に叩き落とされてしまう。その後の消息は11巻の外伝で少し描かれており、不幸・ゴスロリ・その他3名の白学ランを瞬殺している。12巻ではついに憲兵を発見し彼を倒そうとするが、拷問・十字架の2番長と交戦。そのさなか瀕死の状態から復活したウルフファングの仲間達がやって来たため、憲兵へのあだ討ちをやめた。その際、彼に2度と仲間達に手を出すなと釘を刺している。
花咲番長（はなさかばんちょう）
豊島区を統治する番長。顔面のところに縦に3つの目がついた花の被り物をした番長。番長集団「ウルフファング」の1人。言葉づかいが丁寧で、1人称は「私」。豊富な植物の知識を持ち、独自に品種改良した毒草・毒花を使いこなす花職人（フラワーマイスター）。念仏番長（来音寺）を残り物扱いしている。他のメンバーと共に、憲兵番長に瞬断され瀕死の状態になるが、自身が独自に品種改良した薬草を使い復活。仲間達と共に、危機に陥った王狼を救い十字架番長と戦った。
読者投稿による番長である。
ハサミ番長
杉並区を統治する番長。両手にハサミの刃を片方ずつつけ、髪型をハサミの持ち手状にしている女番長。一人称は「ボク」。番長集団「ウルフファング」の1人。両腕にはめた巨大バサミは鉄板をも紙の如く斬り裂く事ができ、メンバー内でも1・2を争う攻撃力を誇る。居合番長（桐雨）と斬り合いたいと思っている。他のメンバーと共に、憲兵番長に瞬断され瀕死の状態になるが、花咲番長が独自に品種改良した薬草を使い復活。仲間達と共に、危機に陥った王狼を救い十字架番長と戦った。
読者投稿による番長である。
回転番長（かいてんばんちょう）
練馬区を統治する番長。得体の知れないゴーグルをつけた、外人風の番長。かなりの巻き舌。番長集団「ウルフファング」の1人。回転している惰性で言葉づかいが奇妙。体のあらゆる部位を360度捻転させる事ができる特異体質を持ち、弾丸をも跳ね返す回転力を誇る。卑怯番長（秋山）との対戦を望む。他のメンバーと共に、憲兵番長に瞬断され瀕死の状態になるが、花咲番長が独自に品種改良した薬草を使い復活。仲間達と共に、危機に陥った王狼を救い十字架番長と戦った。
読者の投稿による番長で、投稿時の名前は「グルマキ番長」だった。
キャンディ番長
目黒区を統治する番長。紙包みにされた飴玉のような髪型をした、剛力・粘着に次ぐ小柄な女番長。番長集団「ウルフファング」の1人。爆薬仕込みの飴玉使いで、相手の攻撃の余地を奪う戦法を持つ。剛力番長（拳）と戦う事になっているが、キャラがかぶっているのを気にしている。他のメンバーと共に、憲兵番長に瞬断され瀕死の状態になるが、花咲番長が独自に品種改良した薬草を使い復活。仲間達と共に、危機に陥った王狼を救い十字架番長と戦った。初登場時の態度から、恐らく王狼の事が好きであると思われる。
読者の投稿による番長で、投稿時の名前は「飴玉番長」だった。
鉄工番長（てっこうばんちょう）
品川区を統治する番長。鉄工所の作業員のような格好をした番長。番長集団「ウルフファング」の1人。数日前から組織との連絡がつかないと王狼番長に報告した。芸術の域に達した溶接技術とセンスで、相手を物言わぬオブジェに変える死の芸術家。他のメンバーと共に、憲兵番長に瞬断され瀕死の状態になるが、花咲番長が独自に品種改良した薬草を使い復活。仲間達と共に、危機に陥った王狼を救い十字架番長と戦った。
読者投稿による番長である。
毒露番長（どくろばんちょう）
中央区を統治する番長。トゲのついたガイコツのマスクをかぶった大柄な番長。番長集団「ウルフファング」の1人。頭蓋骨の厚さ、全身の骨の強度が常人の4倍を誇る特異体質者。不測の事態の可能性を危惧していた。他のメンバーと共に、憲兵番長に瞬断され瀕死の状態になるが、花咲番長が独自に品種改良した薬草を使い復活。仲間達と共に、危機に陥った王狼を救い十字架番長と戦った。
読者投稿による番長である。

### 暗黒生徒会
日本番長（にっぽんばんちょう）/金剛 猛（こんごう たけし）
晄の兄で、磊の実の父親でもある。髪型は後頭部から左右に突き出た2本角。非情な性格で、かつて晄を倒している圧倒的実力者。刺青は不死鳥に日本列島。口癖は「小せえことは気にすんな!!」
幼いころは人一倍繊細で心優しく晄もそあらも大事にしていたが、誰より優しく立派だと信じる母親の死後、町人や政府の人間の母に対する非難に激怒し、世の中を変えるため親父である焔と共に23区計画を起こし、それに参加した。後に23区計画の凍結を理由にダモクレス計画を起こし、日本を破壊した後に再生しようと目論んでいた。
晄との戦いに最終的に敗れ、地球を救うために晄の身代わりとなった。
文学番長（ぶんがくばんちょう）/香蜜　詩織（かみつ　しおり）
京都府最強の暗黒生徒会のメンバーの一人にして、その中でも格段に強い暗黒四天王の一人。会長秘書を務める女性。23区計画の番長達の情報をデータとして分厚い本にまとめている。単行本9巻の表紙より、刺青は不死鳥に本と思われる。「MHK世界の文豪特集」というテレビ番組を観るのが好きらしい。非常に時間に厳しく、予定から外れる事を厭い、剣司曰く「せっかちな女史（ひと）」。服を脱いだ背中には「日本番長愛」という入れ墨が大きく彫られている。ちなみに下着はつけていない。
「Ωプラシーボ」という想像力で大脳皮質を刺激し、遺伝子配列をも組み替えて姿を変化させる特異体質の持ち主で、読んだ本の登場人物に変身することができるほかに、多少の損傷なら想像するだけで治せる。
霧厳台（むげんのうてな）を爆破し、その場にいた番長を全て始末しようとした後逃走。直後に晄と対峙し、側近の名に恥じない強さで彼を追い詰めるも晄の蛮漢魔王陀（バンカラバスター）に敗北。その後復活した破壊番長を危険視してドリル番長と共に晄達に協力し、破壊番長撃破後は晄に謎かけをした後に海原番長の背に乗って霧厳島を去って行った。その後自らの手で猛を殺すべく彼に会うも返り討ちにされてしまう。
5年後にはMHKのキャスターになっている他、最終巻の書き下ろしでは猛の墓参りに訪れていた。
読者投稿による番長で、投稿時には名前が無かった。暗黒四天王であることが明かされたのは単行本掲載の文学番長のプロフィールより。
憲兵番長（けんぺいばんちょう）/伊崎 剣司（いさき けんじ）
北海道最強の暗黒生徒会のメンバーの一人にして、その中でも格段に強い暗黒四天王の一人。一人称は「小生」。居合番長（桐雨）の兄弟子であったが、過去に袂を分かったらしい。インドに古くから伝わる、撫で斬る片刃・叩き割る両刃の2つの性能を持つ両手剣「フィランギ」にえぐり裂く刻刃と刺し貫く突刃を加えた自身の独創作（オリジナル）の刀剣「金糸雀（カナリア）」を愛刀としていて、その鳴き声4つ全てを聴く事を最大の喜びとし、非情に歪んだ笑みを見せる。非常に冷徹な性格。晄の猛攻に耐え抜いた爆熱番長をボロボロにし、不意打ちと言えるがウルフファングの王狼番長以外の6人も「弱い」と言って瞬時に倒す実力者。桐雨流無鞘術（きりうりゅうむそうじゅつ）の使い手。かつて桐雨と共に同じ師の下で剣術を学んでいたが、その危険性に気付いた師から桐雨流剣術の皆伝の証である秘剣を教えないことに嫌気がさし、実の子同然に育てた師を殺害し、「教わることがない」と言うことで道場を後にした。その実力は当時より師を越えており、その天賦の才に対し師は「天は悪に才能を与えてしまった」と言わしめた。
居合番長と再び一騎討ちし、金糸雀を魚の鱗のように削ぎ落とされたが、大したダメージは受けず秘剣とはその程度のものと思い込み激昂。しかし最終的には真の秘剣によって敗北する。その後は王狼に出くわしたが、釘を刺される代わりに見逃してもらい、自分はまだまだの白面郎であることを自覚する。
読者の投稿による番長で、投稿時の名前は「剣客番長」だった。
外道番長（げどうばんちょう）/無道　業（むどう　ごう）
千葉県最強の暗黒生徒会のメンバーの一人にして、その中でも格段に強い暗黒四天王の一人。奇術師風の格好をして素顔を隠している（ラフ画が公開されていた卑怯番長の長ラン姿に酷似している）。外道殺法という独特の格闘術を使う、暗黒生徒会屈指の武道派。その名の通り、まさに人の道を踏み外した“外道”と言える男で、禁煙スペースでの喫煙やシルバーシートでの熟睡、果ては小中学生のラブレター音読を日課とする。以前戦った医術番長から、全身の皮膚の下にセラミック板を埋め込む施術を受けているのでガトリング銃の連射を浴びても平然としていられる（この時は医術番長の家族を人質に取り、脅して施術させた）。さらに肘からは毒が塗られた刃が飛び出る。
自分の名と似た意味合いの卑怯番長（秋山）を意識しており、彼と戦う前にまだ幼い彼の弟妹達を秋山に変装した状態でトラウマになるほど執拗に痛めつけた挙句、そこに駆けつけた卑怯番長の目の前で爆弾と毒を使って子供達を笑いながら殺害した・・・かに見えたがドリル番長が爆発寸前に床下から穴を掘り子供達を救出。更に卑怯番長は以前から特製の解毒薬を子供達に持たせていた為に誰も殺せていなかった。しかし、秋山にとって大事な家族に暴力を振るった事実に変わりは無い為に怒りを買い、もてる卑怯の限りを尽くされ倒される。最終的に子供達の一人を人質にして形勢逆転を狙うが、それは改造番長が作製した爆弾人形だった為に爆炎に包まれ敗北する。その後は11巻の外伝で描かれ、不幸・ゴスロリ・他2名の白学ランに携帯で助けを求めていた。
王様番長（おうさまばんちょう）/柳禅寺　甲之介（りゅうぜんじ　こうのすけ）
青森県最強の暗黒生徒会のメンバーの一人にして、その中でも格段に強い暗黒四天王の一人。中世の王様のような格好をした大柄な番長。その正体は八咫烏の研究員だった老人で、金剛類を超える番長を造り出すために自ら焔の計画に参戦したマッドサイエンティスト。自らの頭や肉体を改造している。
金剛類を超える番長を生み出す事ができなかったため、金剛類をベースに金剛類を超える金剛類を生み出す事にし、日本番長を人体実験に利用した。陽菜子と貝裏鬼を始め、疑わしき者達を片っ端から舎弟に拉致させ、番長かと尋問をしていた。番長と認めなければ嘘つきとして厳罰を与え、番長と認めれば褒美として非道な仕打ちをするなど性格はかなり歪んでいる。陽菜子が居合達にメールをしていた事により晄と対峙し彼と戦うも敗北してしまうが、晄にも猛に打った物と同じ薬を注射し倒れる。
読者投稿による番長である。
噛噛番長（ガウガウばんちょう）/岸利 我武（きしり がむ）
山口県最強の暗黒生徒会のメンバーの一人。両腕に入れ歯状の武器・デンタルグローブをはめていて、戦闘スタイルはボクシング。刺青は不死鳥に噛み跡のついたリンゴ。監獄番長に粛正を下した番長。監獄番長のポータブル監獄をたやすくバラバラにし、剛力番長を苦戦させた監獄番長が全く歯が立たなかった。その後、雷鳴高校を襲撃し、卑怯・剛力・念仏・サソリの四人の番長相手に圧倒的な強さで追い詰めるも、サソリ番長（遥）の蠍殺道 悪導絡「獄門」で強化された三人の猛攻に圧され、その隙を付かれて「神突」「心海」「黒竜」を突かれて、動けなくなり・情報を吐かされて・全身の血液が爆ぜて敗北…したかに見えたが驚異的なタフネスで一時は立ち上がる。しかし、猛が起こしたテロによる火災を治めて戻ってきた晄の大邪悶怒炸糾羅（ダイヤモンドサーキュラー）を受けて敗北した。その後、居合番長（桐雨）の死を捨て台詞にしてドリル番長に助けられた。
「～でやす」といった訛り口調で話す。攻撃する際「バツンッ」という音が出る。歯磨きが好きな反面、マウスピースは嫌いらしい。
読者投稿による番長で、投稿時の名前は「入れ歯番長」だった。
ドリル番長/土屋 真堀（つちや まほり）
富山県最強の暗黒生徒会のメンバーの一人。工事用ヘルメットを被り右手にボーリング用の掘削機械のようなもの、左手と口元にドリルが付いている番長。敗北した噛噛番長を地下鉄から地上まで穴をあけて救出した。自分の数倍の巨体である噛噛番長を片手で軽々と支えるほどの怪力。語尾に「～モグ」といった口調で話す。
暗黒生徒会のメンバーの中では相手への敬意を抱いたり、天空闘技場で卑怯番長（秋山）と戦おうとしたが、磁力番長との戦いで既に気絶していた彼との戦いを寸止めしたりなど人格者的な一面を持つ。サソリ番長（遥）と対峙し、持ち前のスキのなさでサソリを追い詰めるが、多数のボルトが埋め込まれた彼女の細腕を貫く事ができず、サソリの苦雰兕魔神狼（クレイジーマシンガン）を諸に喰らい腕のドリルを砕かれ敗北し、「大した族女（おんな）」と称賛を贈る。その後霧厳台（むげんのうてな）を爆破されて磁力と共に取り残されるが、晄によって救われる。その後は文学がいる場所を晄に教えたり破壊番長撃破の援護をする等、暗黒生徒会を裏切り、晄達に対して協力的である。自分を倒した遥に好意を寄せ始めた模様で、卑怯番長から彼女の自宅の電話番号を「外道番長の爆弾から子供達を助けたお礼」として受け取っていたが（しかし遥は卑怯番長の正体である秋山に気があるので、妙な三角関係になっている）、結局想いは届かず遥の結婚式ではヤケ酒に溺れていた。
読者投稿による番長である。
海原番長（うなばらばんちょう）/ムカシ オオ ホホジロザメ
宮城県最強の暗黒生徒会のメンバーの一人（一匹）。平均サイズを遥かに凌駕するほど巨大なホホジロザメで、大量のカジキマグロを舎弟にしている。メンバーの証である白学ランは特注品で、暗黒生徒会が費用を捻出したらしい。言語翻訳機を使用して人間と会話するが、本能的な言葉が多い。晄たちが霧厳島に向かうところを襲撃したが、新しい武器「土手鍋」を得た剛力番長（拳）によって一本釣りされた。その後どうやったのか海に戻り、香蜜を背に乗せ霧厳島を去った。卑怯番長（秋山）はその巨大さから、古代に絶滅したとされるムカシオオホホジロザメだと推測した。好きなものは口に入るものなら何でも（舎弟も食べるらしい・・・）で、逆に嫌いなものは界面活性剤の一種であるバルダキシン。
読者投稿による番長で、元の名前は「ジョーズ番長」だった。
マカジキ
海原番長の舎弟であるカジキ。在籍はフリーで、大量に存在する。海原番長が行けと言ったら突撃しなければならず、それ故か海原番長が嫌い。晄たちが霧厳島に向かうところを襲撃したが、拳には「おいしそう」と惜しまれつつ土手鍋で一掃された。
偽装番長（ぎそうばんちょう）/兄波 半蔵（あには はんぞう）
三重県最強の暗黒生徒会のメンバーの一人。見た目は細身長身の男で袖に孔雀の羽飾りを沢山付けて、袖にワイヤーつきの鉤爪を装備している。が、それも全て偽装した姿で本当は小柄な男。戦闘スタイルはテコンドー。口癖は「壁に偽装あり、障子に偽装あり」。刺青は不死鳥に五重塔。偽装によって自分が相手を欺くのはいいが、相手に自分が欺かれるのは許さず「真実を知っているからこそ偽装ができる」という考えを持つ。
催眠術「暗呪音」（あんじゅいん）の使い手でタクシーの運転手に化けて番長たちをホテルまで誘導しながら暗示をかけていた。就寝した秋山の部屋の壁から入り込み寝込みを襲おうとするも、暗呪音に気がついて警戒し唯一起きていた念仏番長（来音寺）と対峙する。「死蝶葬」（しちょうそう）で喝撃を封じて念仏に対して圧倒的優位に立つも、仲間を想う彼の決死の喝撃で共に爆発に巻き込まれた。爆発により手足の偽装がはがれてしまい敗北、念仏に「己の命をかけて守りたいものはあるか？」と言われ涙を流す。自分を唯一認めてくれた猛への忠誠心から、喉笛で晄達を天空の闘技場・霧厳台（むげんのうてな）に誘い、倒れた。
「～ん？」という口調で話す。
読者投稿による番長である。
矛盾番長（むじゅんばんちょう）/管尾　志道（兄）・史郎（弟）（かんび　しどう・しろう）
島根県最強の暗黒生徒会のメンバーで、盾と矛を持つ兄弟2人組の番長。矛を持つ一見気が強そうな方が弟で、盾を持つ一見控え目な方の男が兄。文学・ドリル・磁力と共に天空闘技場で晄達を待ち受ける。刺青は不死鳥に太極図で、兄が持つ盾にも不死鳥と太極図が大きく描かれている。一見普通の攻防に見えたがそれは仮の姿で、実は盾を持つ兄の方が攻撃役で矛を持つ弟の方が防御役という、矛盾した正反対の役割を持つ。本性を現すと気弱な兄は強気に、乱暴な言葉遣いの弟は理性的な口調になる。攻めの盾と守りの矛という矛盾幻闘術の使い手。
敗北した磁力とドリルを「休ませる」の名目でゴミのように扱ったためにサソリと剛力（拳）の怒りを買い、彼女達とタッグバトルに。剛力を庇ったサソリ諸共盾で圧し潰し、サソリを侮辱したため、剛力の怒りを更に買う事となり、土手鍋を持った剛力のシャイニング・インパクト（輝く衝撃）の一撃で空の彼方へと吹っ飛ばされた。
読者投稿による番長で、投稿時とは大きくデザインが変わっている。名前の元ネタは「韓非子（かんぴし）」から。
磁力番長（じりょくばんちょう）/星刈　正輝（ほしかり まさき）
鳥取県最強の暗黒生徒会のメンバーの一人で、全身に砂鉄の鎧を纏って自分を黒い巨漢に見せかけていた番長（その為、磁力を解除して素の姿に戻ると白学ランがブカブカ）。ヒュペリオンや超剛筋と並ぶ三大特異体質の一つ、4億人に一人の割合で発症する「超電磁体質」を持ち、名前の通り磁力を操る。文学曰く、「彼の純粋かつ底無しの物欲及び駄々には手を焼かされる」との事で、他人の物をすぐに欲しがるワガママな性格。砂鉄の鎧は防寒のためで、素顔がさらされるのはまれ。
卑怯番長（秋山）と戦い、彼の暗器（殺鳥・拷問鞭）を磁力で全て奪っていくが、能力を逆手に取られて痺れ薬を塗り付けた投げナイフで刺されて磁力体質を封じられ、互いに素手同士の戦闘に。しかし素手でも強かった卑怯に圧倒された揚句、闘技場から突き落とされてしまう。だが執念なのか闘技場に這い上がり最後の技で卑怯と引き分けを狙うも、彼に倒された。
「バリフェイバリット（超気に入った）」「バリウォンチュウ（超欲しい）」など、「バリ（超）～」という言葉を好んでおり、言葉遣いや格好などもBボーイを意識しているが、ヒップホップには全く興味がないらしい。
読者投稿による番長である。
改造番長（かいぞうばんちょう）/阿蓮寺 茗子（あれんじ めいこ）
大阪府最強の暗黒生徒会のメンバーの一人で、三角帽のような袋をかぶった女番長。23区番長達を次々と「マインド・スナッチャー」という洗脳器具で洗脳し、配下にしていた。8歳で父親の研究機関に配属され、一時は開発が滞った「マインド・スナッチャー」を完成させた超天才児だが、女でありながら機械いじりが好きという性格のため学校でもいじめられており、何でも言うことを聞いてくれる友達を欲していた。小学6年生という事を差し引いてもかなり身長が小さく、3頭身ほどしか無い（「はろぼろの家」の子供たちと同程度）。一人称は「ウチ」で、関西弁で話す。暗黒生徒会を裏切り、本当の友情というものを教えてくれた晄達に寝返る。5年後には高校生に成長し、メガネを掛けていた。
エコ番長
暗黒生徒会のメンバーの一人で、ペットボトルで作った傘をさしてリサイクルマークが入ったマスクをかぶった大柄な番長。初登場時は改造番長を肩に乗せていた。エコ社会な日本を目指しているようだが、住民達に住宅を破壊した上で寝床は大地だと言ったり、遺骨が眠る墓をエコの為と称して墓ごと耕したり、遺体は肥料にするのがエコという考え方を持つなど、どこか歪んでいる。激突・農林水産の2番長と共に月美と磊を襲い、月美を強制植林場に連れて行こうとするも、月美の声に応えて駆け付けたマシン番長によって踏みつけられ、敗れた。彼の舎弟達は黒学ランのままである。
読者投稿による番長である。
サイ番長
暗黒生徒会のメンバーの一人で、サイの被り物をした大柄な番長。「〇〇しなサイ」が口癖。たるんだ精神を律するため、学ラン着用を国民全員の義務にしようとしている。
読者投稿による番長である。
激突番長（げきとつばんちょう）
暗黒生徒会のメンバーの一人で、先端に鉄のフタがついたリーゼントヘアの髪形をしている不良風の番長。初登場時にはエコ番長と共に建設物の破壊をしていた。ローンが残っている家を激突開始の一言で舎弟達に壊させるなど、非情な性格。エコ・農林水産番長の2番長と共に磊と月美を襲い、磊に圧倒的な実力の差を見せつけるも、月美の声に応え現れたマシン番長に必殺技を指1本で受け止められ、農林水産番長共々ライオット・フィストで倒された。彼の舎弟達は黒学ランのままである。
読者投稿による番長である。
轟輪番長（ごうりんばんちょう）
暗黒生徒会のメンバーの一人で、ダンベル状のタイヤを2つ持った番長。電車や車、バイクを「御鉄道様」「御車様」「御電動二輪様」と称し、乗るものではなく引くものという考え方を持つ。
読者投稿による番長である。
十字架番長（じゅうじかばんちょう）
暗黒生徒会のメンバーの一人で、背中に大きな十字架を背負った番長。ソーン・ボアと呼ばれる、茨のような姿の毒蛇を自らの体にまとわりつかせている。普段は丁寧な物腰だが、逆上すると罵詈雑言を吐く。従う者全てに安らぎの苦痛を与える事をモットーに、拷問番長と共に布教活動のような事をしていた。
憲兵番長戦後、重傷を負った居合番長を拷問番長とともに襲撃するが、王狼番長に阻まれる。ソーン・ボアの猛毒で王狼番長を行動不能にしたが、駆けつけたウルフファングのメンバーの集中攻撃をくらいダウン。最後には、王狼番長のオーラに服従したソーン・ボアによって丸呑みにされてしまった。
読者投稿による番長である。
拷問番長（ごうもんばんちょう）
暗黒生徒会のメンバーの一人で、自らの身体を木の枷などで拘束している番長。釘が内側に突き出している環を頭に喰い込ませ、顔にしている布には「拷問」の文字が書かれている。拷問・仕置きを「気持ちのいいこと」と考えているらしく、常に石抱の姿勢を取り、さらに両手の爪も剥がしているという筋金入り。逆らう者全てに苦しみの快楽を与える事をモットーに、十字架番長と共に布教活動のような事をしていた。
憲兵番長戦後、重傷を負った居合番長を十字架番長とともに襲撃するが、王狼番長に阻まれる。舎弟たちを一掃された後、王狼の爪（フェンリル・クロー）の一撃を浴び、快楽の叫びをあげながら敗れた。
読者投稿による番長である。
ミサイル番長
暗黒生徒会のメンバーの一人で、ミサイルの被り物をした番長。光速番長と共に空から破壊活動をしている。
読者投稿による番長で、ミサイルの被り物は黒のままである。
光速番長（こうそくばんちょう）
暗黒生徒会のメンバーの一人で、さながら小型戦闘機のような装備をしている番長。ミサイル番長と共に空から破壊活動をしていた。東京からの逃亡を防ぐべく監視するのが役目で「自分の速度と監視の目を逃れられる者はいない」と豪語している。憲兵番長と共にマシン番長の背後から襲いかかり、超速度を見せつけるも、返り討ちにされた。その後は憲兵を乗せて居合に挑んだが、両者の斬り合いによって無残に散っていった（死んだわけではなく、地面に叩きつけられただけ）。
読者投稿による番長である。
農林水産番長（のうりんすいさんばんちょう）
暗黒生徒会のメンバーの一人で、アフロヘアにサングラスをした黒人風の番長。幹部格の一人。台詞の最後には3字以内の英字で締める。ズボンや靴は履かず、褌には「農水」と書かれている。食料自給率300％の日本を目指すという理想は立派であるが、タイムカプセルの眠る学校を「思い出で食料自給率は増えん」と放水で流してしまうなど、やはり性格は歪んでいる。自分の支配する区域において耕耘機以外の機械は認めないという考え方を持つ。エコ・激突の2番長と共に月美と磊を襲って磊に圧倒的な実力の差を見せつけるが、月美から奪ったブザーのスイッチを押した事によってマシン番長が復活し、マシン番長を畑の肥やしにしようとするも激突共々ライオット・フィストで倒された。
農林水産という番長名が出身県のバトルロイヤルで戦っていた時からのものかどうかは不明。彼の舎弟達は黒学ランのままである。
防衛番長（ぼうえいばんちょう）
暗黒生徒会のメンバーの一人で、戦車や火力兵器で武装した巨大な番長。幹部格の一人。光速番長の通知によりマシンと晄達を発見し、23区計画の残飯を処理する名目で舎弟全てと自衛隊員を総動員して挑むも、返り討ちにされる。その後、憲兵番長の話の腰を折った事で不機嫌にさせてしまい、一刀両断された。
不幸番長（ふこうばんちょう）
暗黒生徒会のメンバーの一人で、右肩に鳥を乗せた番長。一人称は「ボク」。外道番長から救いを求める電話を受けるが、王狼番長に出くわしていたために連絡が届かず、ゴスロリ・他3名の番長と共に王狼に敗れる。
読者投稿による番長である。
ゴスロリ番長（ごすろりばんちょう）
暗黒生徒会のメンバーの一人で、ゴシックロリータファッションをした女番長。手には牙が生えたぬいぐるみを抱えている。外道番長から救いを求める電話を受けるが、王狼番長に出くわしていたために連絡が届かず、不幸・他3名の番長と共に王狼に敗れる。
晄が暴走した際、憲兵に率いられた番長達の中に本誌で発表された姿の彼女が写っていたが、王狼と戦ったゴスロリ番長とは髪形などが違うため、同一人物ではない可能性がある。
読者投稿による番長である。
以下、姿が確認できる番長。名称は読者投稿発表時のもの。
高層番長（こうそうばんちょう）
バックトゥザ番長
アックス番長
百獣番長（ひゃくじゅうばんちょう）
扉番長（とびらばんちょう）
天狗番長（てんぐばんちょう）
UFO番長
プリン番長
狐魔番長（こまばんちょう）
毒蛇番長（どくじゃばんちょう）

### その他の人物
弩級番長（どきゅうばんちょう）/金剛 焔（こんごう ほむら）
金剛兄弟の父親。「組織」の創設者であり、国の現状を憂いて日本再生のために23区計画を始動した張本人。政府の資金や運営を影から支えてきた巨大組織の総帥。戦時中は獄牢と同じく八咫烏におり、最後の2人まで生き残るも組織に殺されかけ、白雪宮大佐に救われた。番長名に“弩級”とつく通り、どうやって入ったのか国会議事堂の大広間にしゃがんでも納まりきらず、疳癪で立ち上がれば屋根を突き破る程の巨人で、本誌未掲載となった幻の41撃目（後述）では漁師達に恐れられている巨大ホオジロザメを容易に倒して食す程の強靭な力を持つ。破壊番長を目覚めさせた猛に激怒し彼の所に行くが、猛は「真の再生を目指すなら、全てを破壊しなければ意味がない」と対立し、王様番長が打った薬で巨大化した猛に完膚なきまで叩きのめされてしまう。そこでようやく自らの間違いに気づき、金剛番長たちにすべてを託した。その後は王様番長の薬で暴走した晄を獄牢と共に一時的に止め、番長を引退する。獄牢とは無二の親友同士。
金剛 そあら
金剛猛・晄の妹。空野そあら（通称ソララ）という芸名でアイドルとして活動している。「自分なりのスジを通す」という立場から23区計画には反対しており、父親や猛のことはよく思っていない。晄も協力していると思っていたが、コンサート後の2人の会話から誤解は解けた。
戦闘能力も高く、コンサートに乱入してきた独占番長を歌って踊りながら倒すほどの実力を持っている。
金剛 さゆり
金剛兄弟の母親。自分より他人が大事な慈愛に満ちた看護師で、戦争で傷ついた人たちをボランティアで助けていた。
14年前、まだそあらも赤ん坊のころに、滞在先の国で拠点にしていた教会が敵に爆撃され、逃げる途中にはぐれた晄を捜しに戻り、その直後に再び爆撃され命を落とす。遺言で兄弟のその後の生き方を告げた。
死後に政府との関わり故の偏見や自己責任などと批判されたが、友人などよく知る人達からは慕われていた。
金剛 魁（こんごう かい）
焔の父親。つまり晄達の祖父。日本を影で何度も救ってきた英雄であり、金剛一族で初めて“番長”を名乗った男。旧日本軍が終戦間際に開発した悪夢の兵器を命がけで封印した。その功績を称えて彼を模した巨大な像が遺影として存在する。
リタ
さゆりが滞在していた国の娘。母親はさゆりのおかげで助かった。教会の崩壊時に逃げ遅れ、晄に助けられた。結果的に晄がさゆりとはぐれ、彼女が死ぬことになってしまったために泣きじゃくったが、さゆりはリタの無事を喜び、後悔に暮れる晄をなぐさめた。
破壊番長（はかいばんちょう）
旧日本軍が開発した悪夢の兵器。その正体は、金剛魁の細胞をベースに造り出された人工生命体。その身に在るのは破壊衝動のみで、自分以外のあらゆるものを破壊することを最大の享楽として不気味な笑顔で実行する。余りに高い戦闘力は金剛魁が命がけで封印するしかなかった程で、長い間地中深くに封印されていたが、ダモクレス計画の為に暗黒生徒会により復活。番長連合を圧倒した。しかし晄と仲間達の決死の奮闘により倒される。

## 用語
23区計画
東京23区を実験場として行なうバトルロワイヤル。
教育・法・社会・国民に問題を抱える日本を建て直すため「とある組織」が計画する一大プロジェクトであり、統率力と魅力を兼ね備えた「絶対的な支配者」の誕生を目的とする。
文部科学省、防衛省、警察庁など、省庁がかなりの範囲でこの計画に参加している。
東京23区各区を統括するリーダー、通称「番長」は各々が配置された区を統括した後に番長戦を制していく事で統括する区を広げてゆく。
全ての区を統括した「番長」は国家再生のための絶対的な権力が与えられる。
組織は言論統制を行なっており、一般人にはこの計画の存在は知られていない。
番長
東京23区各区に1人ずつ配置されているリーダー的存在。その名の通り、現在まで登場している「番長」は高校生で、男女問わず学ランを着ている。
「刀で岩を斬る」「口から衝撃波を出す」など、明らかに人間離れした能力を持ち、その身体能力・戦闘能力は人の範疇にない。その理由は、様々な分野での才子を組織の手によって改造しているためらしい（文科省が番長の発掘、防衛省が番長への極秘訓練・極秘実験を行なっている）。
番長には目印として首に片翼の不死鳥と、それぞれの意匠が添えられた真紅の刺青が刻まれている。
舎弟
番長の部下を指す。番長の身の周りの世話をする者や伝令、尖兵などに遣われるなど、その役割は様々。舎弟の数は番長によって異なっており、金剛・居合・卑怯に至っては1人もいない（居合は元々はいたがクビにした）。戦闘能力は番長の足元にも遠く及ばないとはいえ、制吒迦や貝裏鬼などのように、やはり常人を遥かに上回る超人めいた実力の持ち主が多い。
統括（とうかつ）
自身の担当する区の住民らに、番長の持つ信念や思想を植え付けること。
組織
正式名称不明。23区計画を推し進める謎の団体。黒幕は日本政府。23区計画は組織創設者の立案。
暗契五連槍（あんけいごれんそう）
23区計画を妨害している金剛番長を倒すために一時的に組まれた番長連合。道化番長・粘着番長・カブキ番長・監獄番長・爆熱番長の5人で構成されている。個々は手練の番長であったが、当初はチームワークは無いに等しく、互いの間に信頼関係はほとんどなかったが、カブキ番長を除き、金剛番長達との戦いの中で暗契五連槍のメンバーは共に信頼を築き、金剛番長らと友情を結ぶ。
旧日本陸軍特殊部隊“八咫烏（やたがらす）”
最強最悪の兵士を生み出そうとした当時の軍が最も力を注いでいた計画で、後の23区計画の前身となった最強兵士育成機関。若かりし頃の金剛兄弟の父・焔や獄牢もここに所属していた。
神闘郷（じんとうきょう）
暗契五連槍が金剛番長・居合番長・念仏番長・剛力番長・卑怯番長達との戦いに指定した場所で、カグツチ洞に造られた旧日本軍施設。八咫烏が使用していた。カブキ番長の手によって最終的に崩壊した。
奈落の間
カブキ番長と卑怯番長が戦った最初の戦いの舞台。
底が見えないほどの穴の中心に周りに壁がない円形の闘技場がある。
2人の戦いの末に崩壊。
早贄の間
監獄番長と剛力番長が戦った第2の戦いの舞台。
壁から足場となる無数の丸太が突き出ていて、下は鉄塊をも貫く巨大なグレギオン合金製の針床になっている。
2人の戦いの末に崩壊。
透壁の間
粘着番長と念仏番長が戦った第3の戦いの舞台。
正方形の闘技場に対戦者が入ると、その瞬間に特殊防弾ガラスの巨大な箱が現れ、闘技場の周りと頭上を囲う。
亡骸の間
道化番長と居合番長が戦った第4の戦いの舞台。
かつて実験で使われた人形が床を埋め尽くすほど大量に放置されており、その所々に丸柱状の足場がある。
灼熱の間
爆熱番長と金剛番長の戦いの舞台となるはずだった場所。
カグツチ洞の地下で活動しているマグマの上に浮いている円形の足場が闘技場。
2人の戦いが始まる前に、カブキ番長によって崩壊する。
番長連合
金剛番長を助太刀する居合番長・念仏番長・剛力番長・卑怯番長の4人のこと。四番長とも呼ばれる。
ちなみに、卑怯番長は自分が23区の頂点に立つために、23区計画を潰した金剛番長を倒すという目的のために戦っている。
ウルフファング
王狼番長をリーダーとする番長集団。王狼番長を含む毒露番長・鉄工番長・キャンディー番長・回転番長・ハサミ番長・花咲番長の7人で構成されている。
暗黒生徒会
23区計画凍結により主導権が組織から移ったと豪語し、23区計画に関わった全ての番長、及び舎弟を排除するために動き出した集団。その正体は、東京都以外の全国の各都道府県ごとのバトルロイヤルを勝ち残った東京都以外の各都道府県ごとの代表の強者たちであり、東京都以外の都道府県の数と同じ46名が所属している。通常の番長達とちがい、区別のためか白い学ランを着ているが刺青の概念は健在。
ダモクレス計画
23区計画凍結を宣言した暗黒生徒会による粛清という名のテロ活動の計画。発案者は日本番長。目的のためには手段を選ばない。
霧厳島（むげんじま）
23区計画凍結後、金剛番長・念仏番長・剛力番長・卑怯番長・サソリ番長が噛噛番長から聞き出した暗黒生徒会による空港破壊を止めるために赴いた戦いの舞台。
全長13km、幅10km、海抜100mの小島で、太平洋から吹き込む湿った風で一年のほとんどが濃霧に覆われている。一時は"神秘の島"と取り上げられ観光客でにぎわった。
'97年に近海の油田開発に成功。空港建設の話が持ち上がり、ようやく開港に至る。島へのメインルートは全長43kmの日本最長の橋、大豪大橋。
霧厳台（むげんのうてな）
金剛番長らと文学番長率いるドリル番長・磁力番長・矛盾番長の5人が戦った地上200mはある円柱型の闘技場。偽装番長の喉笛によって地面からせり上がった。
戦闘後、文学番長によって爆破された。
金剛類
金剛一族を生物分類で表現した名。地球で生物が誕生した時から既に存在が確認されていたらしい。人類と似通った外見を持っているが、生物の進化の中で、進化・退化することなく今日まで存在している（曰く、細胞がスジを通した）。また、常人離れした肉体や、特有の髪型を持つのは作中では今のところ男性のみであり、人間との間に子を生しても、男性であればその特徴を受け継いでいる（金剛一族の血を引いていながら、女性であるそあらは、外見に関しては全く受け継いでいない）。
バンカラタワー
暗黒生徒会の本拠地。

## 企画

### 僕の考えた番長大募集!!
- 『週刊少年サンデー』2008年12号巻頭カラーで募集告知。
- 読者から番長のアイディアを募集、採用作品は作者がリライトしたうえで誌面に登場。
- 番長のアイディアについてのルールは次のとおり。
  - 高校生であること。ただし、飛び級や留年の設定が認められているため、事実上年齢の制限はない。
  - 魔法や超能力、オカルトが存在しない世界観であるため、これらの設定は認められない。
例：幽霊番長の場合、「番長であった者の幽霊」は認められない（「幽霊のように存在感がない番長」「何者かが何らかの仕掛けで幽霊に見せかけている」は認められる）。

## 書誌情報
- 鈴木央 『金剛番長』 小学館〈少年サンデーコミックス〉、全12巻
  1. 2008年2月18日発売、ISBN 978-4-09-121293-1
  2. 2008年5月16日発売、ISBN 978-4-09-121394-5
  3. 2008年8月11日発売、ISBN 978-4-09-121458-4
  4. 2008年11月18日発売、ISBN 978-4-09-121510-9
  5. 2009年2月18日発売、ISBN 978-4-09-121595-6
  6. 2009年4月17日発売、ISBN 978-4-09-121899-5
  7. 2009年7月18日発売、ISBN 978-4-09-121707-3
  8. 2009年10月16日発売、ISBN 978-4-09-121787-5
  9. 2010年1月18日発売、ISBN 978-4-09-122136-0
  10. 2010年4月発売、ISBN 978-4-09-122265-7
  11. 2010年6月発売、ISBN 978-4-09-122328-9
  12. 2010年7月発売、ISBN 978-4-09-122420-0
- 鈴木央 『新装版 金剛番長』 講談社〈講談社コミックス〉、全6巻
  1. 2018年6月15日発売、ISBN 978-4-06-511441-4
  2. 2018年6月15日発売、ISBN 978-4-06-511442-1
  3. 2018年7月17日発売、ISBN 978-4-06-511792-7
  4. 2018年7月17日発売、ISBN 978-4-06-511793-4
  5. 2018年8月17日発売、ISBN 978-4-06-512233-4
  6. 2018年8月17日発売、ISBN 978-4-06-512234-1